# Hoquei sobre herba als Jocs Olímpics d'Estiu de 1936
Als Jocs Olímpics d'Estiu de 1936 celebrats a la ciutat de Berlín (Alemanya) es realitzà una competició d'hoquei sobre herba en categoria masculina. La competició se celebrà entre els dies 4 i 15 d'agost a l'Estadi d'Hoquei de Berlín, situat al costat de l'Estadi Olímpic.

## Comitès participants

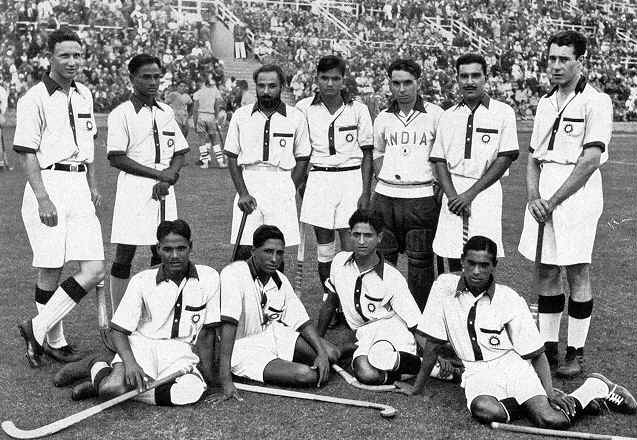
Equip d'hoquei sobre herba de l'Índia.

Hi participaren un total de 161 jugadors d'11 comitès nacionals diferents:
- Afganistan (12/18)
- Alemanya (22)
- Bèlgica (12/22)
- Dinamarca (13/17)
- Estats Units (14/15)
- França (18/22)
- Hongria (15/21)
- Índia (19/22)
- Japó (11/15)
- Països Baixos (12/18)
- Suïssa (13/22)

## Resum de medalles
| Prova                      | Or | Argent | Bronze |
| Hoquei sobre herba masculí | Índia Richard Allen · Dhyan Chand · Ali Dara · Lionel Emmett · Peter Fernandes · Joseph Galibardy · Earnest Goodsir-Cullen · Mohammed Hussain · Sayed Jaffar · Ahmed Khan · Ahsan Khan · Mirza Masood · Cyril Michie · Baboo Nimal · Joseph Phillips · Shabban Shahab-ud-Din · Garewal Singh · Roop Singh · Carlyle Tapsell | AlemanyaHermann auf der Heide · Ludwig Beisiegel · Erich Cuntz · Karl Dröse · Alfred Gerdes · Werner Hamel · Harald Huffmann · Erwin Keller · Herbert Kemmer · Werner Kubitzki · Paul Mehlitz · Karl Menke · Fritz Messner · Detlef Okrent · Heinrich Peter · Heinz Raack · Carl Ruck · Hans Scherbart · Heinz Schmalix · Tito Warnholtz · Kurt Weiß · Erich Zander | Països BaixosErnst van den Berg · Piet Gunning · Ru van der Haar · Inge Heybroek · Tonny van Lierop · Henk de Looper · Jan de Looper · Aat de Roos · Hans Schnitger · René Sparenberg · Rein de Waal · Max Westerkamp |

Es concediren medalla als jugadors que jugaren, com a mínim, un partit durant la competició.

## Medaller
| Posició | País          | Or | Argent | Bronze | Total |
| 1       | Índia         | 1  | 0      | 0      | 1     |
| 2       | Alemanya      | 0  | 1      | 0      | 1     |
| 3       | Països Baixos | 0  | 0      | 1      | 1     |

## Resultats

### Grup A
| Posició | Equip        | J | G | E | P | GF | GC | Pts |  | Imperial India | Japó | Hungary | Estats Units |
| ------- | ------------ | - | - | - | - | -- | -- | --- |  | -------------- | ---- | ------- | ------------ |
| 1.      | Índia        | 3 | 3 | 0 | 0 | 20 | 0  | 6   |  | X              | 9:0  | 4:0     | 7:0          |
| 2.      | Japó         | 3 | 2 | 0 | 1 | 8  | 11 | 4   |  | 0:9            | X    | 3:1     | 5:1          |
| 3.      | Hongria      | 3 | 1 | 0 | 2 | 4  | 8  | 2   |  | 0:4            | 1:3  | X       | 3:1          |
| 4.      | Estats Units | 3 | 0 | 0 | 3 | 2  | 15 | 0   |  | 0:7            | 1:5  | 1:3     | X            |

### Grup B
| Rank | Equip      | J | G | E | P | GF | GC | Pts |  | Alemanya nazi | Afghanistan 1930 | Dinamarca |
| ---- | ---------- | - | - | - | - | -- | -- | --- |  | ------------- | ---------------- | --------- |
| 1.   | Alemanya   | 2 | 2 | 0 | 0 | 10 | 1  | 4   |  | X             | 4:1              | 6:0       |
| 2.   | Afganistan | 2 | 0 | 1 | 1 | 7  | 10 | 1   |  | 1:4           | X                | 6:6       |
| 3.   | Dinamarca  | 2 | 0 | 1 | 1 | 6  | 12 | 1   |  | 0:6           | 6:6              | X         |

### Grup C
| Rank | Equip         | J | G | E | P | GF | GC | Pts |  | Països Baixos | França | Bèlgica | Suïssa |
| ---- | ------------- | - | - | - | - | -- | -- | --- |  | ------------- | ------ | ------- | ------ |
| 1.   | Països Baixos | 3 | 2 | 1 | 0 | 9  | 4  | 5   |  | X             | 3:1    | 2:2     | 4:1    |
| 2.   | França        | 3 | 1 | 1 | 1 | 4  | 5  | 3   |  | 1:3           | X      | 2:2     | 1:0    |
| 3.   | Bèlgica       | 3 | 0 | 2 | 1 | 5  | 6  | 2   |  | 2:2           | 2:2    | X       | 1:2    |
| 4.   | Suïssa        | 3 | 1 | 0 | 2 | 3  | 6  | 2   |  | 1:4           | 0:1    | 2:1     | X      |

### Partits finals
| Semifinals  | Semifinals                                         | Semifinals                                                                | Semifinals                                                                | Semifinals                                                                | Semifinals                                                                | Semifinals                                                                | Semifinals |  |
| ----------- | -------------------------------------------------- | ------------------------------------------------------------------------- | ------------------------------------------------------------------------- | ------------------------------------------------------------------------- | ------------------------------------------------------------------------- | ------------------------------------------------------------------------- | ---------- |  |
| 12 d'agost  | Índia                                              | 10                                                                        | -                                                                         | 0                                                                         | França                                                                    |                                                                           |            |  |
|             | Gols:                                              | 1:0 (6'), 2:0, 3:0, 4:0, 5:0 (50'), 6:0, 7:0, 8:0, 9:0, 10:0              | 1:0 (6'), 2:0, 3:0, 4:0, 5:0 (50'), 6:0, 7:0, 8:0, 9:0, 10:0              | 1:0 (6'), 2:0, 3:0, 4:0, 5:0 (50'), 6:0, 7:0, 8:0, 9:0, 10:0              | 1:0 (6'), 2:0, 3:0, 4:0, 5:0 (50'), 6:0, 7:0, 8:0, 9:0, 10:0              | 1:0 (6'), 2:0, 3:0, 4:0, 5:0 (50'), 6:0, 7:0, 8:0, 9:0, 10:0              |            |  |
|             | Àrbitres: Reinberg (ALE), Bue (BEL)                |                                                                           |                                                                           |                                                                           |                                                                           |                                                                           |            |  |
|             |                                                    |                                                                           |                                                                           |                                                                           |                                                                           |                                                                           |            |  |
| 12 d'agost  | Alemanya                                           | 3                                                                         | -                                                                         | 0                                                                         | Països Baixos                                                             |                                                                           |            |  |
|             | Gols:                                              | 1:0 (22'), 2:0 (45'), 3:0 (60')                                           | 1:0 (22'), 2:0 (45'), 3:0 (60')                                           | 1:0 (22'), 2:0 (45'), 3:0 (60')                                           | 1:0 (22'), 2:0 (45'), 3:0 (60')                                           | 1:0 (22'), 2:0 (45'), 3:0 (60')                                           |            |  |
|             | Àrbitres: M. Furgeot (FRA), Jagan Nath (IND)       |                                                                           |                                                                           |                                                                           |                                                                           |                                                                           |            |  |
| Tercer lloc |                                                    |                                                                           |                                                                           |                                                                           |                                                                           |                                                                           |            |  |
| 14 d'agost  | Països Baixos                                      | 4                                                                         | -                                                                         | 3                                                                         | França                                                                    |                                                                           |            |  |
|             | Gols:                                              | 1:0, 1:1, 2:1, 3:1 (38'), 3:2, 3:3 (58'), 4:3 (65')                       | 1:0, 1:1, 2:1, 3:1 (38'), 3:2, 3:3 (58'), 4:3 (65')                       | 1:0, 1:1, 2:1, 3:1 (38'), 3:2, 3:3 (58'), 4:3 (65')                       | 1:0, 1:1, 2:1, 3:1 (38'), 3:2, 3:3 (58'), 4:3 (65')                       | 1:0, 1:1, 2:1, 3:1 (38'), 3:2, 3:3 (58'), 4:3 (65')                       |            |  |
|             | Àrbitres: Hörmann (ALE), Jagan Nath (IND)          |                                                                           |                                                                           |                                                                           |                                                                           |                                                                           |            |  |
| Final       |                                                    |                                                                           |                                                                           |                                                                           |                                                                           |                                                                           |            |  |
| 15 d'agost  | Índia                                              | 8                                                                         | -                                                                         | 1                                                                         | Alemanya                                                                  |                                                                           |            |  |
|             | Gols:                                              | 1:0 (32'), 2:0 (42'), 3:0, 4:0 (47'), 4:1 (52'), 5:1 (53'), 6:1, 7:1, 8:1 | 1:0 (32'), 2:0 (42'), 3:0, 4:0 (47'), 4:1 (52'), 5:1 (53'), 6:1, 7:1, 8:1 | 1:0 (32'), 2:0 (42'), 3:0, 4:0 (47'), 4:1 (52'), 5:1 (53'), 6:1, 7:1, 8:1 | 1:0 (32'), 2:0 (42'), 3:0, 4:0 (47'), 4:1 (52'), 5:1 (53'), 6:1, 7:1, 8:1 | 1:0 (32'), 2:0 (42'), 3:0, 4:0 (47'), 4:1 (52'), 5:1 (53'), 6:1, 7:1, 8:1 |            |  |
|             | Àrbitres: R. Liégeois (BEL), T. J. van't Lam (PBA) |                                                                           |                                                                           |                                                                           |                                                                           |                                                                           |            |  |
|             |                                                    |                                                                           |                                                                           |                                                                           |                                                                           |                                                                           |            |  |